# 1580
1580 (MDLXXX) je bilo prestopno leto, ki se je po julijanskem koledarju začelo na petek.

## Dogodki
- Filip II. Španski vdre na Portugalsko in se razglasi za kralja.

## Rojstva
- 12. januar – Jan Baptist van Helmont, belgijski (flamski) kemik, fiziolog, zdravnik († 1644)
- 6. junij – Godefroy Wendelin, belgijski (flamski) astronom, duhovnik, kartograf († 1667)
- 1. december – Nicolas-Claude Fabri de Peiresc, francoski astronom, humanist († 1637)

Neznan datum
- Matej Basarab, vlaški knez († 1654)
- Willebrord Snell van Royen, nizozemski matematik, fizik, astronom († 1626)

## Smrti
- 7. avgust - Lala Mustafa Paša, general in veliki vezir Osmanskega cesarstva (* okoli 1500)